# بروس جاكوب
بروس جاكوب (بالإنجليزية: Bruce Jacob)‏ هو مدرس أمريكي، ولد في 26 مارس 1935 في شيكاغو في الولايات المتحدة.